# Some People
Some People is een nummer van de Britse zanger-muzikant Cliff Richard. Het is de tweede single van zijn 28e studioalbum Always Guaranteed uit 1987. Op 17 augustus dat jaar werd het nummer in Europa, Australië en Nieuw-Zeeland op single uitgebracht.

## Achtergrond
"Some People" is een ballade waarin Richard zingt niet zo 'slecht' te zijn als sommige andere mensen.
De plaat werd uitsluitend een hit op de Britse eilanden, Oceanië, in Zweden en in het Duitse en Nederlandse taalgebied. In Richards' thuisland het Verenigd Koninkrijk bereikte de plaat de 3e positie in de UK Singles Chart. In Ierland de 5e, Australië en de Eurochart Hot 100 de 7e, Zweden de 20e, Duitsland de 6e, Oostenrijk de 9e en in Zwitserland de 13e.
In Nederland was de plaat op vrijdag 25 september 1987 Veronica Alarmschijf op Radio 3 en werd mede hierdoor een hit in de destijds twee landelijke hitlijsten op de nationale publieke popzender. De plaat bereikte de 4e positie in de Nederlandse Top 40 en de 5e positie in de Nationale Hitparade Top 100. In de Europese hitlijst op Radio 3, de TROS Europarade, werd géén notering behaald aangezien deze lijst op donderdag 25 juni 1987 voor de laatste keer werd uitgezonden.  
In België bereikte de plaat de 2e positie in zowel de voorloper van de Vlaamse Ultratop 50 als de Vlaamse Radio 2 Top 30. In Wallonië werd géén notering behaald.
Sinds de editie van december 2000 t/m 2009 stond de plaat genoteerd in de jaarlijkse NPO Radio 2 Top 2000 van de Nederlandse publieke radiozender NPO Radio 2, met als hoogste notering een 663e positie in 2000.

## NPO Radio 2 Top 2000
| Nummer met noteringen in de NPO Radio 2 Top 2000 | '00 | '01 | '02  | '03  | '04  | '05  | '06  | '07  | '08  | '09  |
| ------------------------------------------------ | --- | --- | ---- | ---- | ---- | ---- | ---- | ---- | ---- | ---- |
| Some People                                      | 663 | 817 | 1370 | 1616 | 1405 | 1600 | 1938 | 1586 | 1582 | 1982 |

1. ↑  Een vetgedrukt getal geeft de hoogste notering aan.
2. ↑  2000 was het eerste jaar met een notering voor dit nummer.
3. ↑  Deze tabel is bijgewerkt tot en met de laatste editie (2024).